# لوان غوغوبریدزه
لِوان غوغوبِریدزه(به گرجی: ლევან ღოღობერიძე) (زاده ۲۱ ژانویه ۱۸۹۶-درگذشته ۲۱ مارس ۱۹۳۷) یک سیاستمدار گرجی بود که مدت کوتاهی به عنوان دبیر اول حزب کمونیست گرجستان خدمت کرد. به دلیل سیاست‌های چپ گرایانه ای که داشت زود از سمت خود برکنار و سامسون مامولیا جایگزین وی شد.
درجریان پاکسازی بزرگ وی در سال ۱۹۳۷ مورد اصابت گلوله قرار گرفت و کشته شد.